# Pirtó
Pirtó è un comune dell'Ungheria di 992 abitanti (dati 2005). È situato nella contea di Bács-Kiskun.